# Płonina (Sztutowo)
Płonina (deutsch Grenzdorf B) ist ein Dorf der Landgemeinde Sztutowo im Powiat Nowodworski der Woiwodschaft Pommern in Polen. Die Einwohnerzahl im Jahr 2021 betrug 45.

## Geographie

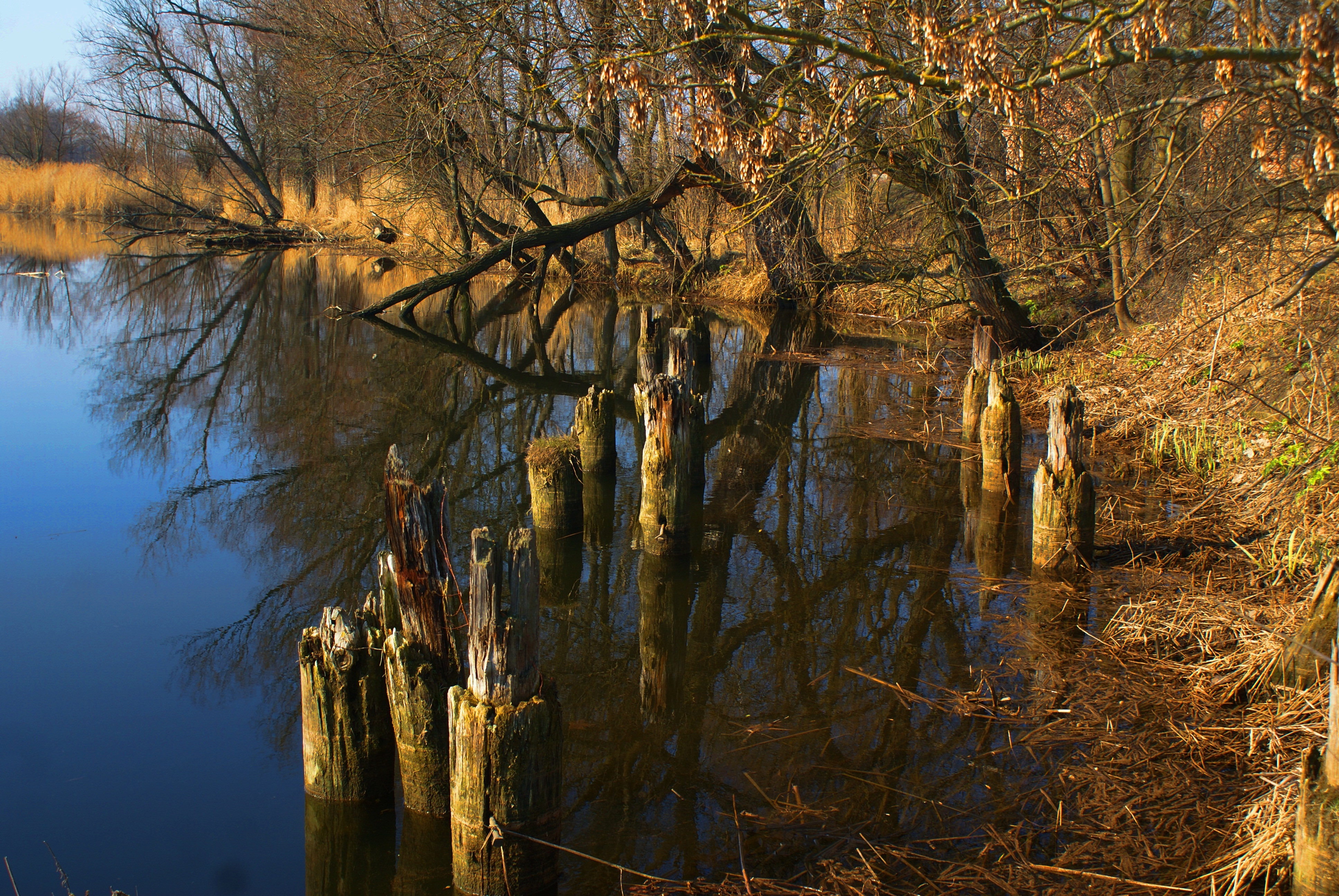
Landschaft an der Szkarpawa (Elbinger Weichsel)

Der Ort liegt etwa 30 Kilometer östlich von Danzig und 18 Kilometer nordwestlich von Elbląg (Elbing). Die Landschaft gehört zum Gebiet der Kampen im Osten des Weichsel-Nogat-Deltas. Wichtigstes Gewässer ist die Szkarpawa (Elbinger Weichsel).

## Geschichte
Evangelische Einwohner hatten ihre Pfarrkirche in Tiegenort, Katholiken waren nach Tiegenhagen eingepfarrt.
Mit der zweiten Polnischen Teilung wurde Grenzdorf B 1793 von Preußen annektiert. Es gehörte von 1807 bis 1814 zur Republik Danzig. Am 1. Januar 1874 wurde die Kreisordnung für die Provinz Preußen eingeführt, diese wurde vier Jahre später wieder in die Provinzen Ost- und Westpreußen geteilt. Am 25. April 1874 wurden der Amtsbezirk Grenzdorf und die Landgemeinde Grenzdorf B gebildet. Standesamt war Grenzdorf A. Die Einwohnerzahl von Grenzdorf B stieg von 341 (in 1885) auf 473 (1910) an.
Der Amtsbezirk wurde gemäß den Bestimmungen des Friedensvertrags von Versailles am 10. Januar 1920 aus dem Landkreis Elbing herausgelöst und an die Freie Stadt Danzig abgetreten. Das Gebiet kam dort zum Landkreis Großes Werder. Sitz des Amtsgerichts war Tiegenhof. Nach dem deutschen Überfall auf Polen kam das Gebiet von 1939 bis 1945 zum Landkreis Großes Werder im Reichsgau Danzig-Westpreußen und in der Folge des Zweiten Weltkriegs an die Republik Polen. Die deutschen Ortsbewohner wurden vertrieben.
Der Ort ist ein Schulzenamt (sołectwo) der Landgemeinde Sztutowo. Die Landgemeinde war von 1954 bis 1972 in Gromadas aufgelöst. Von 1975 bis 1998 waren die Powiate aufgelöst und Ort und Gemeinde kamen zur Woiwodschaft Elbing. Zum 1. Januar 1999 kam die Gemeinde zum Powiat Nowodworski der Woiwodschaft Pommern.